# 경제연구원
경제연구원(經濟硏究院, Economic Research Institute)은 통화정책 수립과 집행을 뒷받침하기 위한 심층연구 이외에도 금융, 거시경제, 국제경제, 경제제도 등 대한민국의 경제안정과 지속성장에 관한 연구를 수행하기 위하여 설립된 한국은행의 부설 연구기관으로 한국은행 부총재보급인 경제연구원장은 수석이코노미스트를 겸임하기도 한다. 서울특별시 중구 남대문로 55 한국은행 소공별관에 위치하고 있다.

## 연혁
- 1973년 2월 16일 「담당」제도 도입과 함께 조사제1부 금융재정과의 금융계량계를 경제계량담당으로 재편
- 1973년 5월 22일 조사제1부 내 특수연구실 신설 (경제계량담당 업무를 흡수)
- 1976년 3월 15일 실 내에 경제예측계, 특수과제계, 경제이론해설계 및 총무계 신설
- 1980년 1월 4일 경제예측 1·2·3계 및 특수과제계로 재편
- 1986년 9월 8일 금융경제연구실로 명칭 변경 (연구 1·2·3계로 재편)
- 1989년 9월 1일 실장이 부서장의 직무권한을 부여받되 소속은 조사제1부  (연구 1·2·3반으로 재편)
- 1991년 9월 9일 금융경제연구소로 독립부서화
- 1994년 9월 5일 연구 1·2·3반을 각각 통화금융·국제금융·거시경제반으로 개명하고 기획조정반 신설
- 1996년 3월 11일 4개 반제를 6개 팀제로 개편
- 1998년 5월 14일 조사제 1·2부 및 금융경제연구소를 조사부로 통합 (특별과제연구 1·2·3·4팀)
- 1999년 5월 17일 조사국 내 특별연구실 신설
- 2002년 5월 22일 조사국 특별연구실을 금융경제연구원으로 명칭 변경
- 2003년 1월 1일 금융경제연구원을 부서단위 조직으로 확대 개편
- 2005년 3월 16일 6팀을 연구조정팀 1팀 및 7연구실로 확대 개편 (사회경제연구실, 경제제도연구실 신설)[4][5]
- 2007년 2월 28일 1팀 7연구실을 1팀 6연구실로 축소 개편 (사회경제연구실과 경제제도연구실을 경제제도연구실로 통합)
- 2009년 8월 21일 경제제도연구실을 미시경제연구실로 명칭 변경
- 2011년 3월 4일 금융경제연구원을 경제연구원으로 명칭 변경 및 미시경제연구실을 경제사회연구실로 명칭 변경
- 2012년 1월 2일 소속 연구실을 금융통화, 국제경제, 거시경제 및 미시·제도의 네 분야로 재편

## 조직

### 부원장
- 연구조정팀

## 같이 보기
- 대외경제정책연구원
- 한국경제연구원
- 현대경제연구원
- LG경제연구원
- 농협경제연구소
- 삼성경제연구소
- 산업연구원
- 에너지경제연구원
- 한국농촌경제연구원
- 한국개발연구원
- 한국노동연구원
- 한국금융연구원
- 통화금융연구회
- 한국국제경제학회
- 한국계량경제학회
- 한국경제연구학회
- 한국경제학회
- 한국금융학회
- 한국자원경제학회